# 23131 Дебенедіктіс
23131 Дебенедіктіс (23131 Debenedictis) — астероїд головного поясу, відкритий 5 січня 2000 року.
Тіссеранів параметр щодо Юпітера — 3,620.